# Pirkkala
Pirkkala [ˈpirkːɑlɑ] (schwed. Birkala) ist eine Gemeinde in Finnland.
Sie liegt 10 Kilometer südwestlich von Tampere und gehört zur westfinnischen Landschaft Pirkanmaa. Pirkkala hat 20.405 Einwohner (Stand 31. Dezember 2022) und ist 104,04 km² groß, wovon 22,67 km² Wasserflächen sind. Pirkkala ist derzeit die am schnellsten wachsende Kommune in Pirkanmaa.
Die Bevölkerung spricht ausschließlich Finnisch.
Der Flughafen Tampere-Pirkkala, der zweitwichtigste Flughafen Finnlands, befindet sich im Südwesten der Kommune. Von diesem Flughafen bestehen Ryanair-Verbindungen unter anderem nach Frankfurt-Hahn und Bremen. Weitere Fluggesellschaften, die den Flughafen anfliegen, sind Finnair und SAS Scandinavian Airlines.
In dieser Gegend bildete sich eine Birken-Mutation, deren Blattränder stark eingekerbt sind: die Pirkkala-Birke (Betula Pendula Birkalensis, finnisch: Pirkkalan Koivu).

## Wappen
Beschreibung des Wappens:  Das von weiß und rot  gevierte Wappen ist von einfacher Spaltung und einer Eisenhutteilung.

## Söhne und Töchter
- Tapio Rautavaara (1915–1979), Leichtathlet, Musiker und Schauspieler
- Riikka Purra (* 1977), Politikerin (PeruS)
- Lauri Pyykönen (* 1978), Skilangläufer
- Mika Mäki (* 1988), Rennfahrer